# Miloš Ninković
Miloš Ninković (in serbo Милош Нинковић?; Belgrado, 25 dicembre 1984) è un ex calciatore serbo, di ruolo centrocampista.

## Palmarès

### Club
- Coppa d'Ucraina: 3

Dinamo Kiev: 2004-2005, 2005-2006, 2006-2007
- Supercoppa d'Ucraina: 4

Dinamo Kiev: 2006, 2007, 2009, 2011
- Campionato ucraino: 2

Dinamo Kiev: 2006-2007, 2008-2009
- Campionato serbo: 1

Stella Rossa: 2013-2014
- Premier's Plate: 3

Sydney FC: 2016-2017, 2017-2018, 2019-2020
- Campionato australiano: 3

Sydney FC: 2016-2017, 2018-2019, 2019-2020
- FFA Cup: 1

Sydney FC: 2017